# پرمنو
پرمنو (به ایتالیایی: Premeno) یک کومونه در ایتالیا است که در استان وربانو-کوزیو-اوسولا واقع شده‌است.

## خصوصیات
پرمنو ۷٫۴ کیلومترمربع مساحت و ۷۷۶ نفر جمعیت دارد.